# Chychaky
Chychaky (ukrainien : Шишаки, russe : Шишаки) est une commune urbaine de l'oblast de Poltava, en Ukraine. Elle compte 4 296 habitants en 2021.